# Tétrachlorure de silicium
Le tétrachlorure de silicium est un composé chimique, de formule SiCl4.
C'est un liquide incolore, relativement volatil.

## Fabrication
Le tétrachlorure de silicium est préparé à partir de silicium et de dichlore :
Si + 2 Cl2 → SiCl4.
Lors du traitement du dioxyde de silicium on utilise du chlorure d'hydrogène, celui-ci peut aussi être utilisé dans la synthèse du tétrachlorure de silicium :
Si + 4 HCl → SiCl4 + 2 H2.

## Réactivité
Le tétrachlorure de silicium est un composé très réactif. En particulier, il réagit violemment avec l'eau, contrairement au tétrachlorure de carbone :
SiCl4 + 2 H2O → SiO2 + 4 HCl.